# Wanda Wasilewska
Wanda Wasilewska (en ruso: Ва́нда Льво́вна Василе́вская; Cracovia, 21 de enero de 1905-Kiev, 28 de julio de 1964) fue una política, escritora, poeta y dramaturga polaca, nacionalizada soviética. Representante del realismo socialista, nacida en Polonia y residente en la Unión Soviética. Fue también periodista en medios de izquierdas, reportera de guerra, coronel del Ejército rojo de la URSS y militante marxista-leninista.

## Biografía
Wanda fue la segunda de los tres hijos de Leon Wasilewski, nació el 25 de enero de 1905 en Cracovia, Polonia. Su padre Leon Wasilewski fue un político importante perteneciente al Partido Socialista Polaco (PPS), fue ministro de asuntos exteriores y luchó por la independencia de Polonia después de la Primera Guerra Mundial apoyando a Józef Piłsudski (jefe de Estado de Polonia 1918-1922). Su madre igual que otros miembros de su familia también perteneció al PPS. Su hermana Halszka Wasilewska (1988-1961) fue de las primeras mujeres en obtener el título de mayor en las Fuerzas armadas polacas, luchó en la guerra polaco-soviética en 1920 y contra los nazis en la Segunda Guerra Mundial, finalmente se retiró a vivir a Londres donde vivió hasta su muerte. 
Wasilewska estudió filosofía en la Universidad de Varsovia y literatura polaca en la Universidad Jaguelónica en 1923, finalmente se doctoró en 1927 en literatura polaca. En esta época empezó su activismo y militancia en organizaciones como la Unión de jóvenes socialistas y la Unión de trabajadoras universitarios. Siendo estudiante Wanda se unió al partido en el que militaba su familia, el Partido Socialista Polaco donde fue subiendo cargos hasta entrar en el consejo supremo del partido. 
Se casó por primera vez con Roman Szymanski un matemático que conoció en la universidad, miembro del PPS que murió en 1931 de tifus, de esta relación nació la única hija de Wanda, Eva.
En los años 30s, Wanda cambió su ideología y pasó de una visión anticomunista extendida en su partido a simpatizar con organizaciones comunistas, en este momento las relaciones con los miembros de su partido empeoran y ella pierde su puesto en el consejo. 
Finalmente Wanda fue expulsada del Partido Socialista Polaco en 1937 cuando organizó una manifestación que no contaba con el beneplácito del partido.
En sus primeros años de profesora fue repudiada por el colegio en el que trabajaba por sus “visiones de izquierda”. Se casó con Marian Bogatko en 1936 y ambos rechazados en sus empleos se fueron a vivir a Varsovia donde Wanda trabajó en la Unión de trabajadores polacos.
En Varsovia entabló amistad con Janina Broniweska quien influyó en el acercamiento de Wanda hacia el comunismo. Un artículo de Wanda escrito en la Unión de trabajadores polacos fue confiscado por el gobierno polaco y Wanda perdió otra vez su empleo.
Cuando Alemania nazi invadió la Segunda República Polaca dando inicio a la Segunda Guerra Mundial, Wanda y su marido decidieron viajar a Leópolis, en ese momento Wanda ya era conocida por su activismo, pero su marido fue asesinado a manos de agentes soviéticos. No se sabe qué ocurrió realmente o quién era el objetivo pero Wanda siguió trabajando y apoyando a la URSS. Nikita Jrushchov escribió respecto a este tema: “Wasilewska pensó que el asesinato de su marido no era premeditado y por eso continuó con su trabajo”. 

### Segunda Guerra Mundial
Con su huida a Leópolis, ocupada por las tropas soviéticas, obtuvo la ciudadanía soviética, en esta época trabajó para la unión de comunistas polacos y soviéticos creando así una alianza para luchar contra el fascismo. En Leópolis empezó escribir para el periódico prosoviético Bandera roja.
En 1940, accedió y se ganó un puesto en el Soviet Supremo de la Unión Soviética, fue aceptada también en el Partido Comunista de la Unión Soviética y se ganó el cargo de directora en el teatro polaco de Leópolis.
Después de la invasión alemana de la Unión Soviética abandonó Leópolis y se mudó a Moscú donde entró en el Ejército rojo y se ganó el rango militar de coronel, trabajó principalmente como corresponsal de guerra. En ese momento Wanda escribió el libro El arcoíris que le hizo ganar un Premio Stalin de literatura. 
Wasilewska luchó para conseguir la formación de una división polaca dentro del Ejército Rojo, finalmente con el beneplácito de Stalin, la división polaca se formó y se incorporó al Ejército Rojo en 1942, luchando por primera vez en la Batalla de Lénino.
En 1944, ingresó como diputada en el Comité de liberación nacional polaco también conocido como Gobierno de Lublin. Ese comité fue creado en contraposición al Gobierno de Polonia en el exilio.

### Después de la Segunda Guerra Mundial
Wanda se casó con el escritor y dramaturgo ucraniano Oleksandr Korniychuk, ambos comunistas convencidos decidieron apartarse de la vida pública tras finalizar la Segunda Guerra Mundial. Se fueron a vivir a Kiev donde Wanda siguió trabajando como periodista y le pudo dedicar más tiempo a sus novelas. 
Finalmente Wanda Wasilewska falleció de un infarto el 29 de julio de 1964, actualmente está enterrada en el cementerio de Baikove en Kiev. Wanda jamás abandonó su faceta de divulgadora de la teoría marxista así como siguió defendiendo y apoyando la URSS hasta su muerte.

### Críticas
Wanda afrontó diversas críticas en relación con su obra y a su participación en política. Empezó su activismo político en el Partido Socialista Polaco, ahí se ganó muchos detractores al tomar posiciones de izquierdas y de apoyo a la URSS. El gobierno polaco en el exilio formado por miembros del PSS no quiso aceptar la invitación de Wanda para volver a Polonia. Los miembros del gobierno en el exilio consideraron a Wanda como a una traidora que se posicionó en contra de su pueblo. 
Muchas organizaciones comunistas también valoraron como negativa la participación de Wanda ya que su apoyo a la URSS la situaba como contraria al Partido Comunista Polaco que tenía una posición trotskista y que finalmente fue disuelto por Stalin en 1938.
En cuanto a su obra, muchos han calificado a su principal novela El arcoíris como una pieza racista y xenófoba ya que en numerosas ocasiones se refiere a los alemanes como a “cucarachas” y otros insultos similares. Estos críticos consideran que en la novela se exaltan unos valores y un “patriotismo” que lleva a odiar a los alemanes y considerarlos basura por el simple hecho de ser alemanes, también se menciona en la obra el recuerdo de la Primera Guerra Mundial en la que muchos habitantes del pueblo perdieron a sus familiares en manos de alemanes, por eso los críticos intentan demostrar que sí existe ese prejuicio u odio hacia los alemanes en la novela.
Su imagen también ha sufrido intentos de demonización calificándola como la amante de Stalin en sentido peyorativo, como si solo fuera una marioneta de los soviéticos contra Polonia. Lo cierto es que Wanda sí tenía encuentros con Stalin y ambos tenían una relación cercana confiando el uno en el otro y en la planificación política de Polonia. 

### Realismo socialista
Wanda se interesó por la literatura en la universidad y dedicó su vida a escribir, escribió numerosos artículos así como novelas hasta 1958 (su última publicación).
Su obra más famosa es El arcoíris (1942) novela escrita en plena Segunda Guerra Mundial que le hizo ganar uno de sus tres premios Stalin a la literatura.
El arcoíris trata de un pueblo ucraniano ocupado por los nazis y de la resistencia de los ciudadanos contra el fascismo. 
La protagonista es Olga, ella lucha junto a los partisanos contra los soldados nazis, forma parte de la resistencia. Su hermana mantiene una relación con un alto cargo alemán y colabora con el ejército invasor, continuamente tienta a Olga para que ceda y traicione a su pueblo pero ella se mantiene firme.
La novela nos muestra el tipo de literatura que Wanda escribía, Olga es una mujer que se sacrifica y se mantiene firme. Finalmente la victoria llega y el pueblo puede juzgar a sus enemigos.
Wanda escribía estas novelas y por eso es uno de los máximos exponentes del realismo socialista que es una corriente artística muy común en la época de la URSS en la que vivía Stalin.
Se trata de una corriente que busca concienciar a la clase obrera, sus defensores consideran que el arte creado en un estado socialista debe forjar la conciencia de clase durante la construcción del socialismo. Se busca un arte “libre de ideología burguesa”.

## Obra
- Królewski syn (1933)
- Oblicze dnia (1934)
- Kryształowa Kula Krzysztofa Kolumba (1934)
- Ojczyzna (1935)
- Legenda o Janie z Kolna (1936)
- Płomień na bagnach (1940)
- Pieśń nad Wodami (trilogie : 1940, 1950, 1952)
- Tęcza (1944)
- Po prostu miłość (1945)
- Gwiazdy w jeziorze (1950)
- Rzeki płoną (1952)
- Pokój na poddaszu (1954)
- Że padliście w boju (1958)